# راميرو مارتينيز
راميرو مارتينيز (بالإسبانية: Ramiro Martínez)‏ هو لاعب كرة قدم أرجنتيني في مركز حراسة المرمى، ولد في 18 أبريل 1991 في مار دل بلاتا في الأرجنتين. لعب مع بوكا جونيورز.

## وصلات خارجية
- راميرو مارتينيز على موقع قاعدة بيانات كرة القدم.إي يو (الإنجليزية)
- راميرو مارتينيز على موقع Soccerway.com (الإنجليزية)